# 스리랑카갈색사향고양이
스리랑카갈색사향고양이(Paradoxurus montanus)는 사향고양이과에 속하는 스리랑카 고유종이다. 스리랑카갈색팜시벳(Sri Lankan brown palm civet)으로도 불린다. 2009년까지는 황금사향고양이와 같은 종으로 간주되었다.

## 특징
스리랑카갈색사향고양이의 모피 색은 짙고 약간 회색빛의 나무 갈색이며, 아랫배 쪽은 좀더 연한 색을 띤다. 꼬리 끝은 누르스름한 흰색이다. 황금습지사향고양이와는 다르다. 다른 형태학적 외형은 모두 황금습지사향고양이와 같으며, 수직의 동공을 가진 큰 눈과 둥글고 두드러진 귀 그리고 털이 덮인 피부와 꼬리를 갖고 있다. 안으로 접어 넣을 수 있는 발톱을 갖고 있다.

## 사향샘
이 종의 가장 두드러진 특징은 사향샘이다. 스리랑카갈색사향고양이는 다른 시벳이 아주 고약한 냄새를 풍기는 항문샘에서 아주 좋은 냄새를 배출한다. 이 냄새는 침팩나무 꽃 향을 연상시키며, 싱할라어로 "사푸말"(sapumal)이라고 불린다.

## 분류
아주 초기에는 스리랑카에 서식하는 3종의 토착종 모두 단일종 황금습지사향고양이으로 간주했다. 그러나 최근 황금습지사향고양이 표본에 대한 형태학적 연구를 통해, 아시아사향고양이속에 속하는 3종의 별도 종으로 분리했다. 나머지 2종은 스리랑카갈색사향고양이(Paradoxurus montanus)와 황금건초지사향고양이(Paradoxurus stenocephalus)이다.